# Parkia singularis
Parkia singularis är en ärtväxtart som beskrevs av Friedrich Anton Wilhelm Miquel. Parkia singularis ingår i släktet Parkia och familjen ärtväxter.

## Underarter
Arten delas in i följande underarter:
- P. s. borneensis
- P. s. singularis